# Häxprocessen i Ortenau
Häxprocessen i Ortenau var en häxprocess som ägde rum i Ortenau mellan 1627 och 1630 och resulterade i avrättningen av 79 personer. Den tillhörde den våg av masshäxprocesser som spred sig i sydvästra och centrala Tyskland vid just denna tid.
Ortenau var en katolsk kejsarprovins med den autonoma staden Offenburg som huvudort. Under denna tid pågick ett stort antal häxprocesser i regionen. Fyra kvinnor anklagades år 1627 för häxeri i Ortenau, och angav under förhör ytterligare medbrottslingar, som sedan i sin tur förhördes och utpekade medbrottslingar, vilket satte igång en massprocess. 39 personer avrättades under 1628; 22 under 1629, och 30 under 1630. Ett uppmärksammat fall var Agnes Schneider, som vägrade att bekänna till och med efter att ha torterats genom att tvingas sitta på en järnstol som hettades upp med glöd, och därför hade släppts. 
Processen i provinsen Ortenau spreds 1627 in till den oberoende staden Offenburg, när åtalade från processen i Ortenau angavs stadsborna Symon Haller och David Holdermanns fru Catherin Holdermann i Offenburg för häxeri. Både Haller och Holdermann vägrade att bekänna, fram till att stadens myndigheter kunde tillverka en stol av järn försedd med brännung att tortera dem med, varpå de bekände och namngav sju medbrottslingar, varefter processen snabbt spred sig i staden: 21 avrättades under 1628 och en avled under tortyr, och 32 avrättades under 1629. 
Processen i Offenburg skakades av ett antal skandaler som underminerade allmänhetens förtroende för processen och rättsväsendet. Detta gällde särskilt det faktum att flera ämbetsmän, Stettmeisters, själva drogs in i processen. Under 1628 angavs, arresterades och avrättades frun till Stettmeister Merger, som själv hade dömt många personer till avrättning för häxeri. Merger förklarade att domarna hatade honom, lämnade domstolen och avled sedan han 1630 angetts från Ortenau. Stettmeister Philipp Baurs fru och dotter avrättades samma år; han kallade det för en attack på hans egendom, anklagade domstolen för att diskreditera honom och krävde utan framgång att få avgå. Även frun till Stettmeister Weselin, och svärsonen till Stettmeister Kaspar Hag, rådsherren Hans Georg Bauer, åtalades för häxeri. Alla dessa arresteringar av anhöriga till domstolens ämbetsmän väckte splittring bland stadens myndigheter kring häxprocessen. 
I december 1629 motstod Gotter Ness tortyrstolen och släpptes fri, något som skapade insikten om att åtalade kunde vara oskyldiga vid en tidpunkt när stödet för processen var dåligt även i stadens råd och allmänheten hade tappat förtroendet för stadens ledning som misskrediterats inför hela staden. Kort därpå bekände de åtalade Maria Ness, Magdalna Holdermann och Ursula Burck direkt sin skuld när de konfronterades med tortyrstolen och dömdes till döden, men tog tillbaka bekännelsen inför sin avrättning: alla tre blev då frigivna. Kort därpå avslutades hela häxprocessen.
Denna process förorsakade också häxprocessen i Oberkirch, eftersom en del av de åtalade i Ortenau hade angett personer i Oberkirch, vilket ledde till att den undersökning om häxeri igångsattes där 1629.